# 城东街道 (陆丰市)
城东街道，是中华人民共和国广东省汕尾市陆丰市下辖的一个乡镇级行政单位。

## 行政区划
城东街道下辖以下地区：
城东社区、军潭村、高美村、水乾村、双寨村、磨海村、双山村、上陈村、东埔村、炎围村和淡水村。

## 交通
- 厦深铁路：陆丰站